# Hanriot HD.28
Hanriot HD.28 là một loại máy bay huấn luyện quân sự, chế tạo tại Pháp trong thập niên 1920, đây là một phiên bản hiện đại hóa của HD.14 dành cho xuất khẩu.

## Tính năng kỹ chiến thuật
Đặc điểm tổng quát
- Kíp lái: 2
- Chiều dài: 7.25 m (23 ft 9 in)
- Sải cánh: 10.87 m (35 ft 8 in)
- Chiều cao: 3.08 m (10 ft 1 in)
- Trọng lượng rỗng: 575 kg (1.270 lb)
- Trọng lượng có tải: 830 kg (1.830 lb)
- Powerplant: 1 × Le Rhône 9C, 60 kW (80 hp)

Hiệu suất bay
- Vận tốc cực đại: 110 km/h (70 mph)
- Tầm bay: 260 km (160 dặm)
- Trần bay: 4.000 m (13.100 ft)